# Copa Uncaf 2009
La Copa de Naciones UNCAF 2009 fue la décima edición del torneo internacional de selecciones organizado por la Unión Centroamericana de Fútbol. Todos los partidos se disputaron en el Estadio Nacional de Tegucigalpa, Honduras entre el 22 de enero y el 1 de febrero. Los primeros cinco clasificados jugarán la Copa de Oro de la CONCACAF 2009.

## Sede
| Tegucigalpa                    |
| ------------------------------ |
| Estadio Tiburcio Carías Andino |
| Capacidad: 35,000              |
|                                |

## Sistema de competición
Los siete equipos se dividen en dos grupos, uno de cuatro y otro de tres que se enfrentan entre sí. Los dos primeros de cada grupo clasifican a las semifinales, y jugarán en la Copa Oro 2009. Por su parte, los terceros de cada grupo quedarán eliminados de la disputa por el título de la Copa UNCAF, pero jugarán un partido por el quinto lugar, que dará al vencedor el quinto cupo a la Copa Oro.

## Resultados
- Los horarios corresponden a la hora de Honduras (UTC-6)

### Primera fase

#### Grupo A
| Pos. | Equipo       | Pts. | PJ | G | E | P | GF | GC | Dif. | Clasificación            |
| ---- | ------------ | ---- | -- | - | - | - | -- | -- | ---- | ------------------------ |
| 1    | Honduras (H) | 9    | 3  | 3 | 0 | 0 | 8  | 2  | +6   | Semifinales              |
| 2    | El Salvador  | 4    | 3  | 1 | 1 | 1 | 5  | 4  | +1   | Semifinales              |
| 3    | Nicaragua    | 2    | 3  | 0 | 2 | 1 | 3  | 6  | −3   | Playoff del Quinto Lugar |
| 4    | Belice (E)   | 1    | 3  | 0 | 1 | 2 | 3  | 7  | −4   |                          |

 Fuente: http://rsssf.com/tablesg/gold-cam09.html
| 22 de enero de 2009, 17:00 | El Salvador       | 1:1 (1:0) | Nicaragua  | Estadio Nacional, Tegucigalpa                            |                                                          |
|                            | Avilés 17' (a.g.) |           | Medina 85' | Asistencia: 1.200 espectadores Árbitro(s): Carlos Batres | Asistencia: 1.200 espectadores Árbitro(s): Carlos Batres |

| 22 de enero de 2009, 19:30 | Honduras                             | 2:1 (1:0) | Belice       | Estadio Nacional, Tegucigalpa |                            |
|                            | Guevara 33' (pen.) · W. Martínez 62' |           | Castillo 86' | Árbitro(s): Roberto Moreno    | Árbitro(s): Roberto Moreno |

| 24 de enero de 2009, 15:00 | Belice    | 1:4 (0:2) | El Salvador                                              | Estadio Nacional, Tegucigalpa |                            |
|                            | James 72' |           | Pacheco 11' (pen.), 30' (pen.) · Sánchez 75' · Ayala 88' | Árbitro(s): Wálter Quesada    | Árbitro(s): Wálter Quesada |

| 24 de enero de 2009, 17:30 | Honduras                                                                 | 4:1 (1:1) | Nicaragua | Estadio Nacional, Tegucigalpa |                           |
|                            | Rodríguez 15' · Solórzano 64' (a.g.) · S. Martínez 70' · W. Martínez 78' |           | Reyes 30' | Árbitro(s): Carlos Batres     | Árbitro(s): Carlos Batres |

| 26 de enero de 2009, 17:00 | Nicaragua   | 1:1 (0:1) | Belice     | Estadio Nacional, Tegucigalpa                             |                                                           |
|                            | Barrera 67' |           | Roches 18' | Asistencia: 1.000 espectadores Árbitro(s): Óscar Pastrana | Asistencia: 1.000 espectadores Árbitro(s): Óscar Pastrana |

| 26 de enero de 2009, 19:30 | Honduras                      | 2:0 (1:0) | El Salvador | Estadio Nacional, Tegucigalpa                              |                                                            |
|                            | Pavón 33' (pen.) · Chávez 71' |           |             | Asistencia: 29.600 espectadores Árbitro(s): Wálter Quesada | Asistencia: 29.600 espectadores Árbitro(s): Wálter Quesada |

#### Grupo B
| Pos. | Equipo     | Pts. | PJ | G | E | P | GF | GC | Dif. | Clasificación            |
| ---- | ---------- | ---- | -- | - | - | - | -- | -- | ---- | ------------------------ |
| 1    | Costa Rica | 6    | 2  | 2 | 0 | 0 | 6  | 1  | +5   | Semifinales              |
| 2    | Panamá     | 3    | 2  | 1 | 0 | 1 | 1  | 3  | −2   | Semifinales              |
| 3    | Guatemala  | 0    | 2  | 0 | 0 | 2 | 1  | 4  | −3   | Playoff del Quinto Lugar |

 Fuente: http://rsssf.com/tablesg/gold-cam09.html
| 23 de enero de 2009, 19:30 | Costa Rica                    | 3:0 (2:0) | Panamá | Estadio Nacional, Tegucigalpa |                               |
|                            | Furtado 6', 15' · Sánchez 55' |           |        | Árbitro(s): Courtney Campbell | Árbitro(s): Courtney Campbell |

| 25 de enero de 2009, 18:00 | Guatemala | 1:3 (0:1) | Costa Rica                             | Estadio Nacional, Tegucigalpa |                             |
|                            | López 52' |           | Sánchez 33' · Herrera 58' · Segura 61' | Árbitro(s): Marco Rodríguez   | Árbitro(s): Marco Rodríguez |

| 27 de enero de 2009, 19:30 | Panamá     | 1:0 (1:0) | Guatemala | Estadio Nacional, Tegucigalpa |                          |
|                            | Zapata 32' |           |           | Árbitro(s): Joel Aguilar      | Árbitro(s): Joel Aguilar |

### Segunda fase

#### Quinto lugar
| 29 de enero de 2009, 19:30                                          | Nicaragua       | 2:0 (1:0) | Guatemala | Estadio Nacional, Tegucigalpa |                           |
|                                                                     | Wilson 39', 84' |           |           | Árbitro(s): Óscar Moncada     | Árbitro(s): Óscar Moncada |
| Nicaragua clasifica por primera vez a la Copa de Oro de la CONCACAF |                 |           |           |                               |                           |

#### Semifinales
| 30 de enero de 2009, 17:00 | Costa Rica  | 3:0 | El Salvador | Estadio Nacional, Tegucigalpa |                            |
| | Furtado 19' |     |             | Árbitro(s): Roberto Moreno    | Árbitro(s): Roberto Moreno |
| El partido fue finalizado al minuto 60 cuando El Salvador se quedó con seis jugadores y Costa Rica ganaba 1-0. Dos jugadores salvadoreños, Alexander Escobar y Eliseo Quintanilla, fueron amonestados con tarjetas rojas en la primera mitad, y Deris Umanzor, Rodolfo Zelaya y el portero Juan José Gómez resultaron lesionados y tuvieron que abandonar el juego después de que El Salvador ya había agotado sus tres sustituciones. El juego fue otorgado 3-0 a Costa Rica. |             |     |             |                               |                            |

| 30 de enero de 2009, 20:00 | Honduras | 0:1 (0:1) | Panamá       | Estadio Nacional, Tegucigalpa |                           |
|                            |          |           | Phillips 30' | Árbitro(s): Carlos Batres     | Árbitro(s): Carlos Batres |

#### Tercer lugar
| 1 de febrero de 2009, 15:40 | Honduras     | 1:0 (1:0) | El Salvador | Estadio Nacional, Tegucigalpa |                            |
|                             | Espinoza 30' |           |             | Árbitro(s): Wálter Quesada    | Árbitro(s): Wálter Quesada |

#### Final
| 1 de febrero de 2009, 18:00 | Panamá                                               | 0:0 (5:3 p.)               | Costa Rica                         | Estadio Nacional, Tegucigalpa |  |
|                             |                                                      |                            |                                    | Árbitro(s): Carlos Batres     |  |
|                             |                                                      | Tiros desde el punto penal |                                    |                               |  |
|                             | Herrera · Aguilar · Phillips · Jaramillo · Henríquez |                            | Furtado · Núñez · Jiménez · Oviedo |                               |  |

| Panamá | Costa Rica |

| PANAMA:        |    |                   |     |     |
|                |    |                   |     |     |
| ARQ            | 1  | Jaime Penedo      |     |     |
| DEF            | 2  | Carlos Rivera     |     |     |
| DEF            | 4  | José Torres       |     |     |
| DEF            | 6  | Amílcar Henríquez |     |     |
| DEF            | 13 | Adolfo Machado    |     |     |
| DEF            | 14 | Armando Gun       |     |     |
| MED            | 5  | Manuel Torres     | 81' |     |
| MED            | 10 | Nelson Barahona   |     | 81' |
| MED            | 15 | Ricardo Phillips  |     |     |
| DEL            | 8  | Gabriel Torres    | 63' | 69' |
| DEL            | 9  | Orlando Rodríguez |     | 62' |
| Sustituciones: |    |                   |     |     |
| FW             | 7  | Edwin Aguilar     |     | 62' |
| MF             | 11 | Víctor Herrera    |     | 69' |
| MF             | 20 | Luis Jaramillo    |     | 81' |
| Entrenador:    |    |                   |     |     |
| Gary Stempel   |    |                   |     |     |

| COSTA RICA:    |    |                   |     |     |
|                |    |                   |     |     |
| ARQ            | 23 | Ricardo González  |     |     |
| DEF            | 3  | Freddy Fernández  |     |     |
| DEF            | 4  | Michael Umaña     |     |     |
| DEF            | 12 | Leonardo González | 37' |     |
| DEF            | 17 | Pablo Herrera     |     | 72' |
| DEF            | 19 | Carlos Johnson    |     |     |
| MED            | 5  | Christian Oviedo  | 75' |     |
| MED            | 15 | Jorge Davies      |     |     |
| MED            | 22 | Álvaro Sánchez    |     | 46' |
| DEL            | 7  | Alejandro Alpízar | 6'  |     |
| DEL            | 11 | Andy Furtado      |     |     |
| Sustituciones: |    |                   |     |     |
| DEL            | 21 | Víctor Núñez      |     | 46' |
| MED            | 16 | Pablo Brenes      |     | 58' |
| MED            | 14 | Paolo Jiménez     |     | 72' |
| Entrenador:    |    |                   |     |     |
| Rodrigo Kenton |    |                   |     |     |

|  |

## Campeón
| Campeón Panama |
| Primer título  |

## Clasificados a la Copa de Oro 2009
| Panamá | Costa Rica | Honduras | El Salvador | Nicaragua |
| ------ | ---------- | -------- | ----------- | --------- |

## Goleadores
| Jugador                 | Selección   | Goles |
| ----------------------- | ----------- | ----- |
| Andy Furtado            | Costa Rica  | 3     |
| Álvaro Sánchez          | Costa Rica  | 2     |
| Alfredo Alberto Pacheco | El Salvador | 2     |
| Walter Martínez         | Honduras    | 2     |
| Samuel Wilson           | Nicaragua   | 2     |